# Audrey Scott
Audrey P. Scott (vollständiger Name Audrey Paris Scott, * Juli 2002 in Spartanburg, South Carolina, USA) ist eine US-amerikanische Schauspielerin.
Scott ist die Tochter von Deneka und Joshua Scott. Sie debütierte 2010 in dem Fernsehfilm Die Rache der Brautjungfern.
Scott lebt in Houston (Texas).

## Filmografie
- 2010: Die Rache der Brautjungfern (Revenge of the Bridesmaids)
- 2010: Secretariat – Ein Pferd wird zur Legende (Secretariat)
- 2011: Open Gate
- 2011: About Sunny
- 2011: Parks and Recreation (Fernsehserie, Gastauftritt)
- 2012: The Man Who Shook the Hand of Vicente Fernandez
- 2012: Universal Soldier: Day of Reckoning
- 2014: Suddenly Single